# Maurice Kallert
Maurice Kallert, né le 18 juin 1920 à Carpentras et mort le 30 mai 2000 dans la même ville, est un coureur cycliste français professionnel de 1940 à 1952.

## Palmarès
- 1939
  - 2e du Circuit du Midi
- 1942
  - 2e du Circuit du Midi
  - 10e du Grand Prix des Nations
- 1945
  - 2e de Marseille-Toulon-Marseille
  - 2e du Critérium du Sud-Ouest
- 1947
  - 6e de Paris-Tours
- 1948
  - 5e étape du Critérium du Dauphiné libéré
  - 10e du Critérium du Dauphiné libéré
- 1949
  - Bourg-Genève-Bourg
  - 3e du Circuit des villes d'eaux d'Auvergne
- 1950
  - Coupe Marcel Vergeat
- 1952
  - 2e du Circuit des cols pyrénéens

## Résultats sur les grands tours

### Tour de France
1 participation
- 1950 : 38e